# Éclipse solaire du 14 octobre 2023
Une éclipse solaire annulaire a lieu le 14 octobre 2023, c'est la 17e éclipse annulaire du XXIe siècle.

## Parcours

Trajectoire de l'éclipse sur la Terre.

Commençant dans le Pacifique Nord, cette éclipse traverse l'Ouest des États-Unis, puis le Golfe du Mexique, passe par la péninsule du Yucatan, longe l'Amérique centrale, puis continue en Amérique du Sud traversant la Colombie, puis le Brésil pour finir dans l'Atlantique, au large de la pointe Est du Brésil.

## Galerie

### Vidéos et séquences

Animation de l'ombre de la Lune se déplaçant sur la surface terrestre ; prise depuis le satellite GOES-16.
- Vidéo animée de l'éclipse annulaire prise depuis le Monument national de Petroglyph, Albuquerque, Nouveau-Mexique, États-Unis.
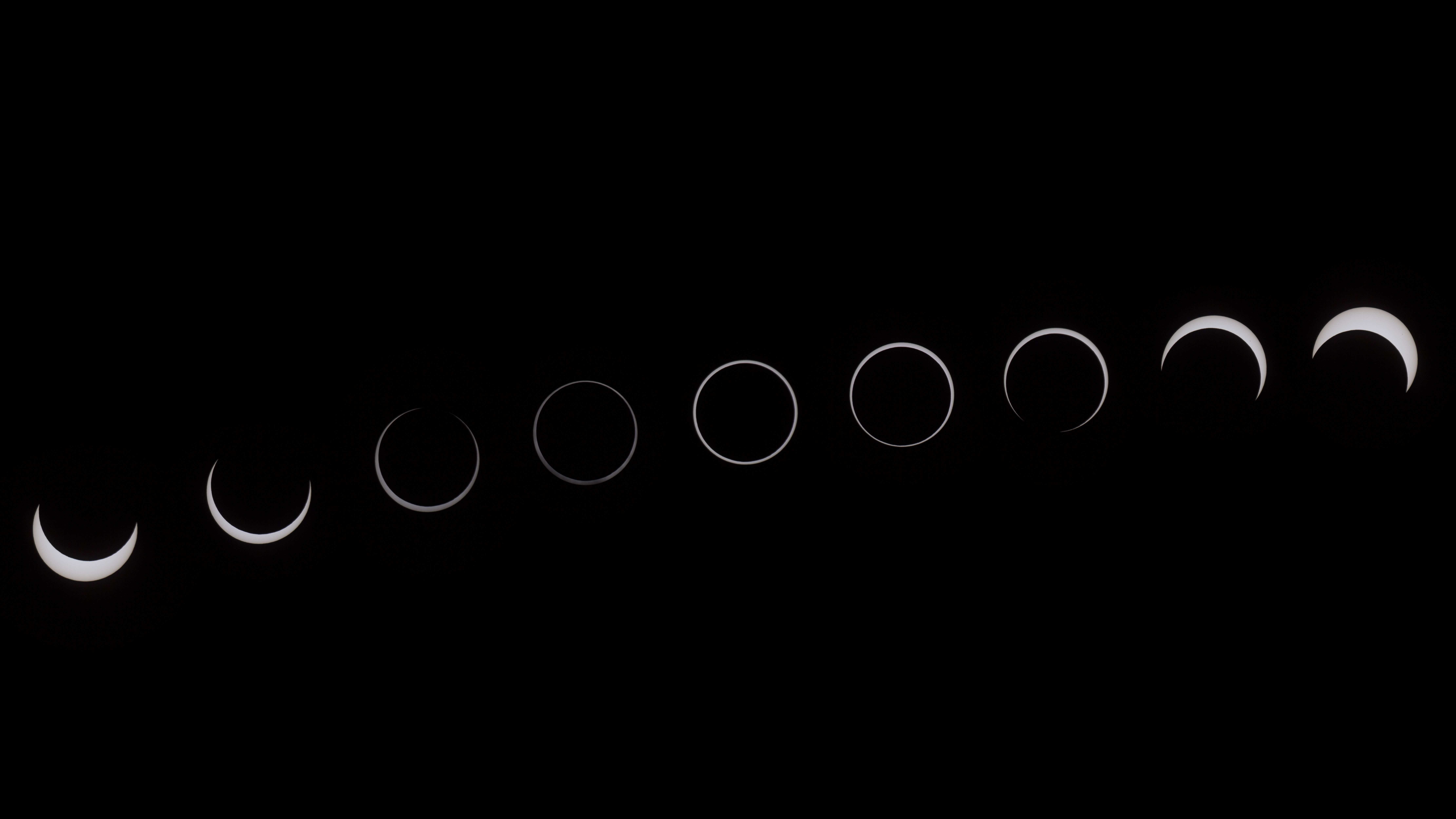
Composition de neuf images prise à Hondo, Texas, États-Unis.
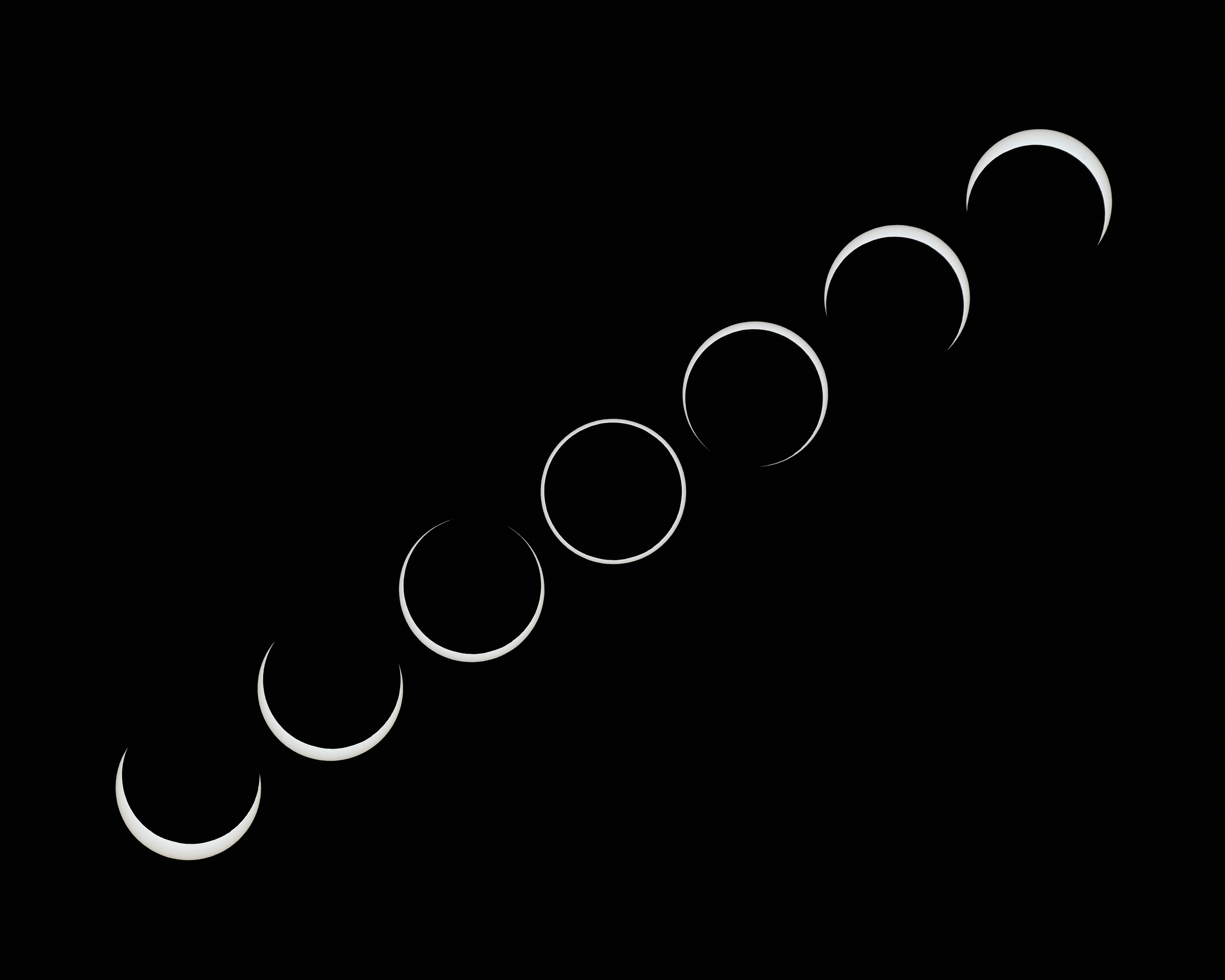
Progression de l'éclipse prise depuis une caméra fixe dans le Monument national de Petroglyph.

### Annularité

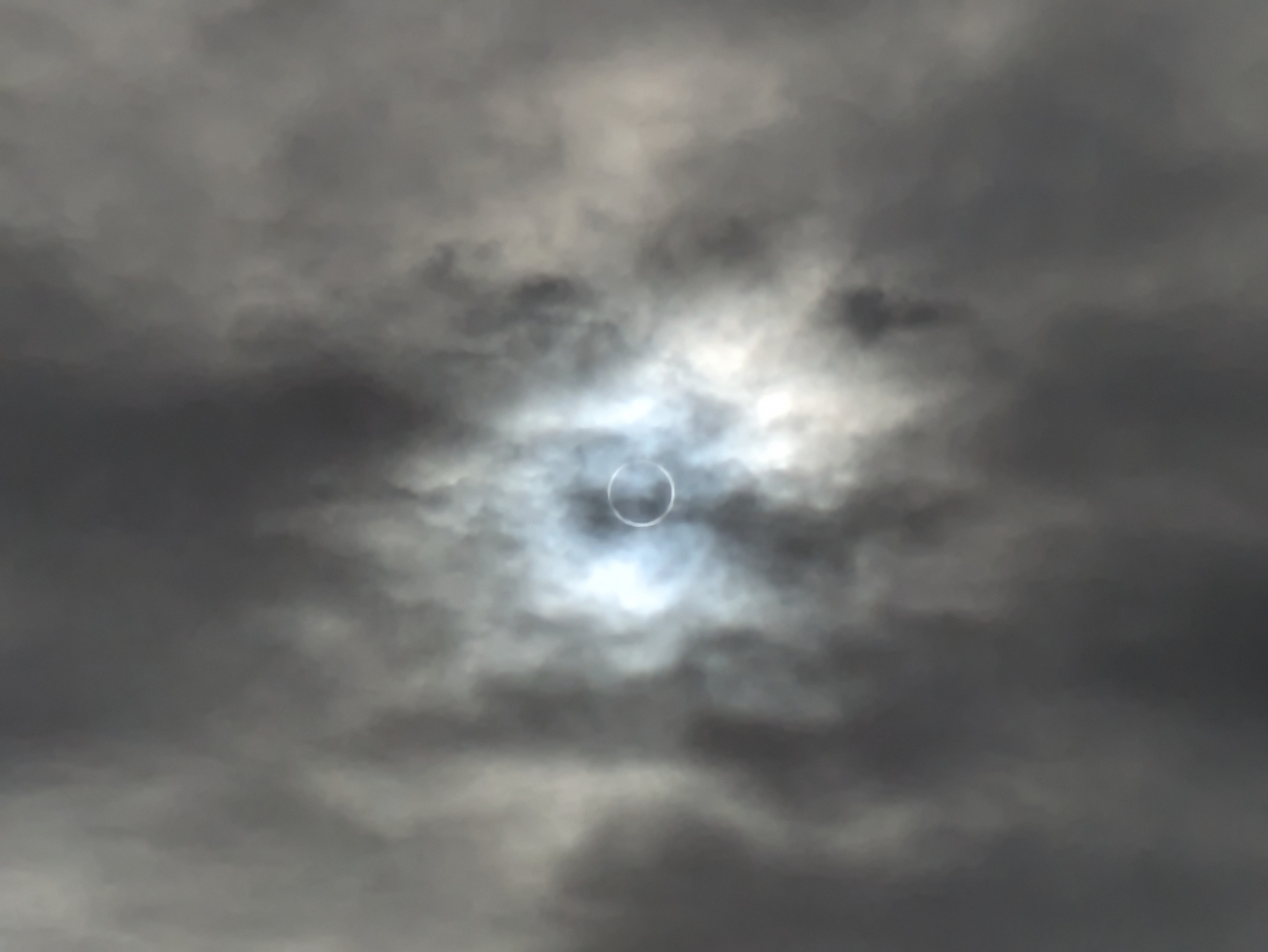
Winnemucca, Nevada, États-Unis.
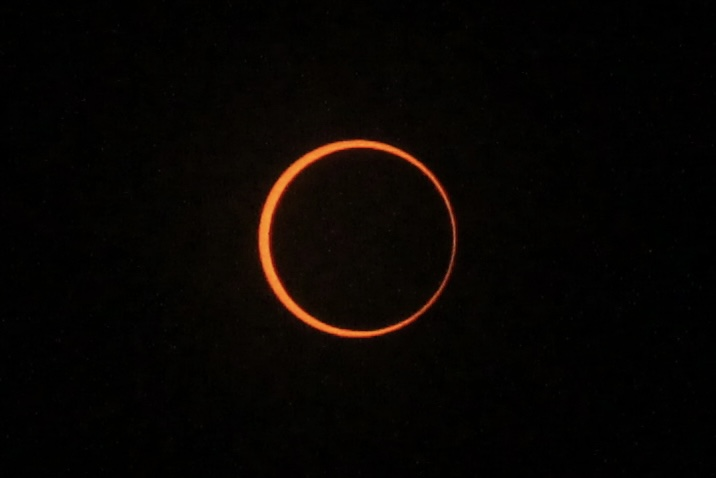
Los Alamos, Nouveau-Mexique, États-Unis.
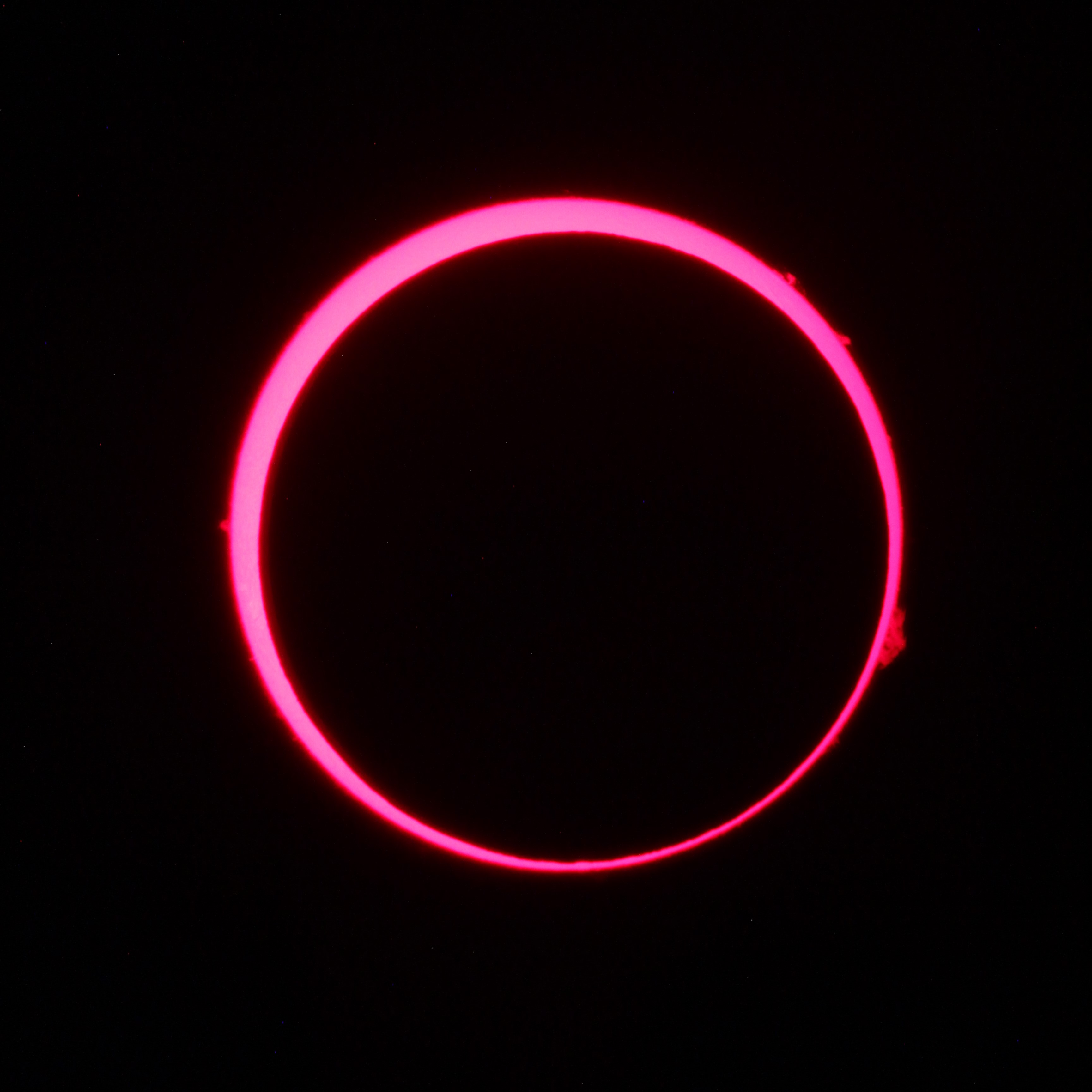
Annularité dans la partie H-Alpha du spectre. White Rock, Nouveau-Mexique, États-Unis.
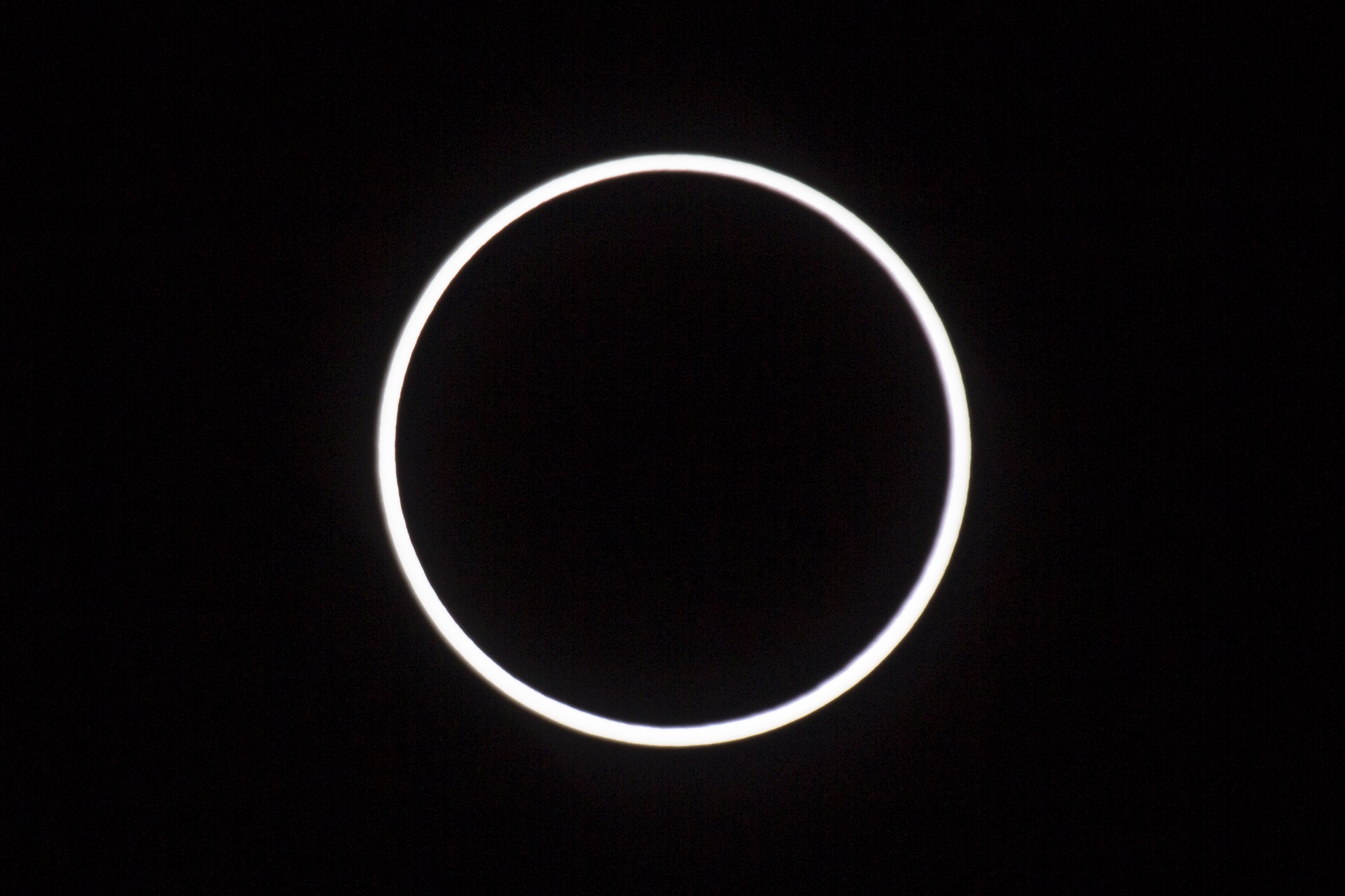
Hondo, Texas, États-Unis.
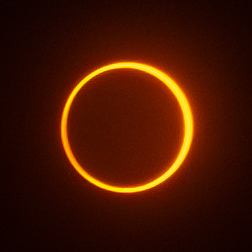
Campeche, Mexique.
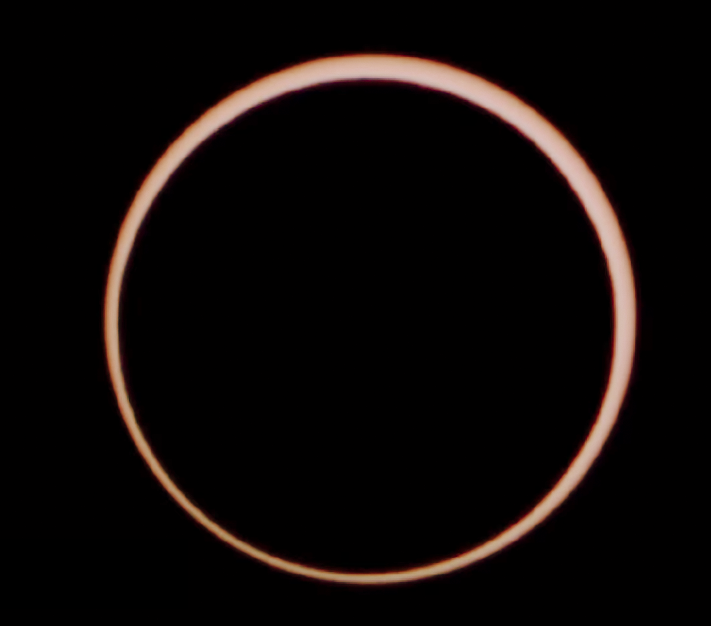
Juazeiro do Norte, Ceará, Brésil.

### Partialité

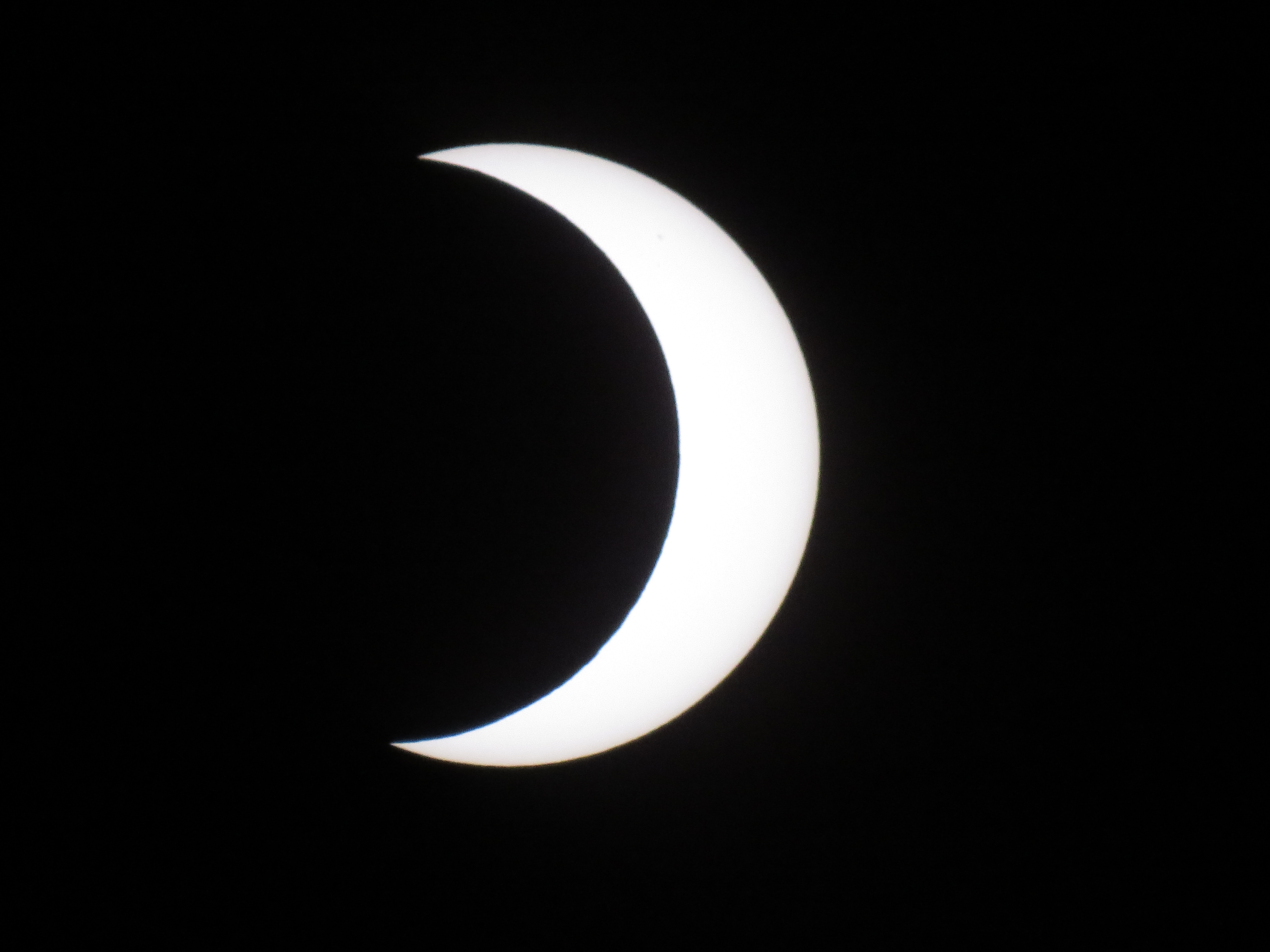
Santa Ana, Californie, États-Unis.
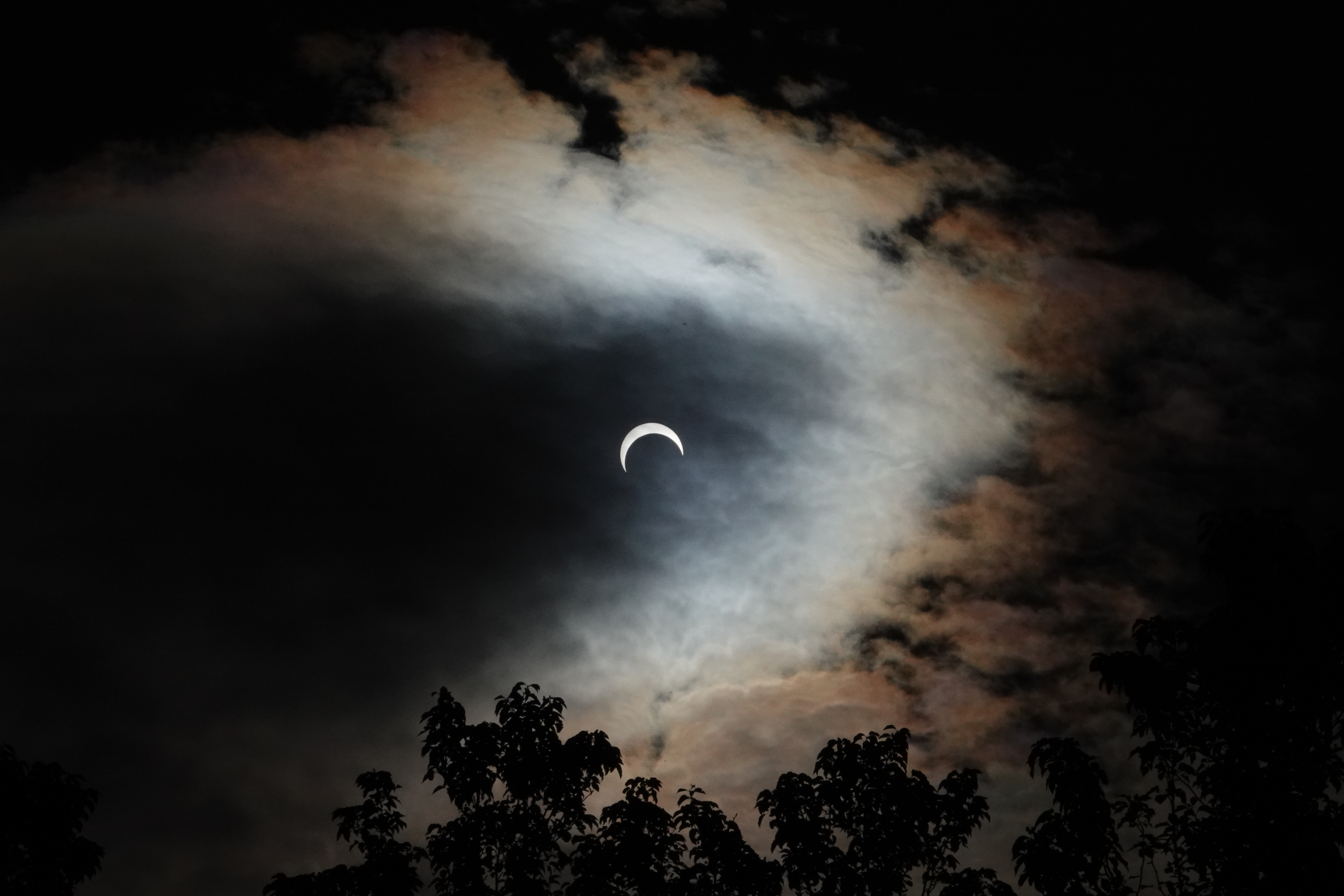
Boise, Idaho, États-Unis.
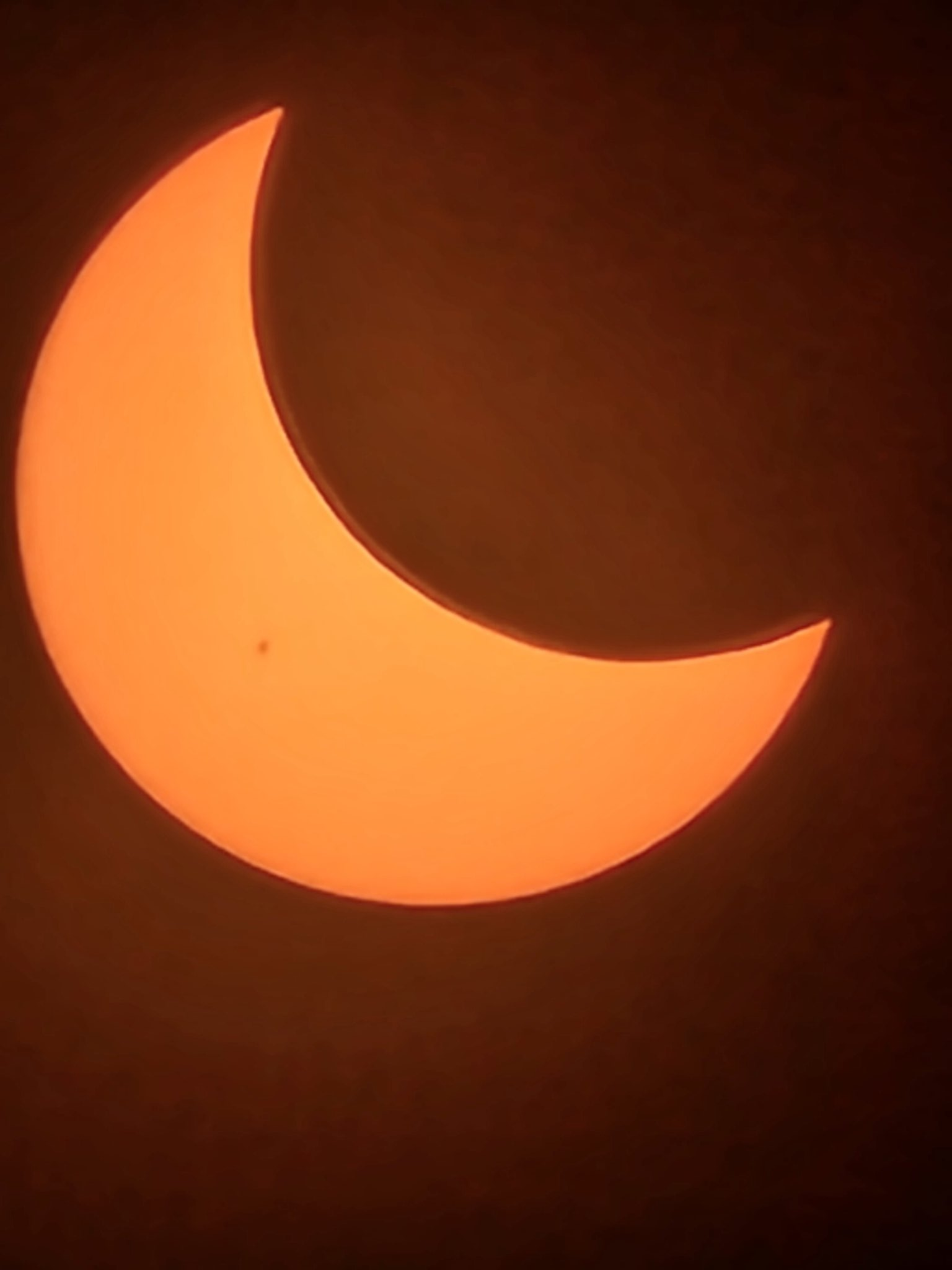
National Weather Center in Norman, Oklahoma, États-Unis.
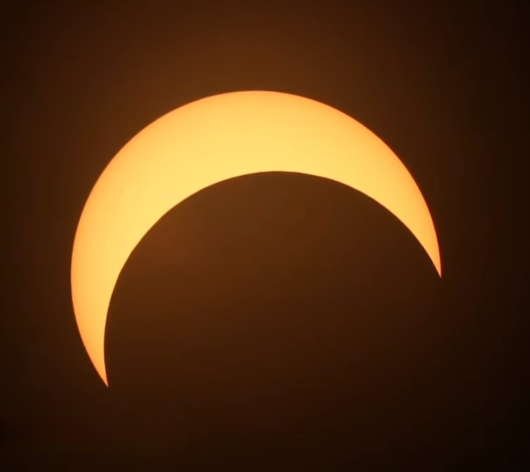
Kerrville, Texas, États-Unis.
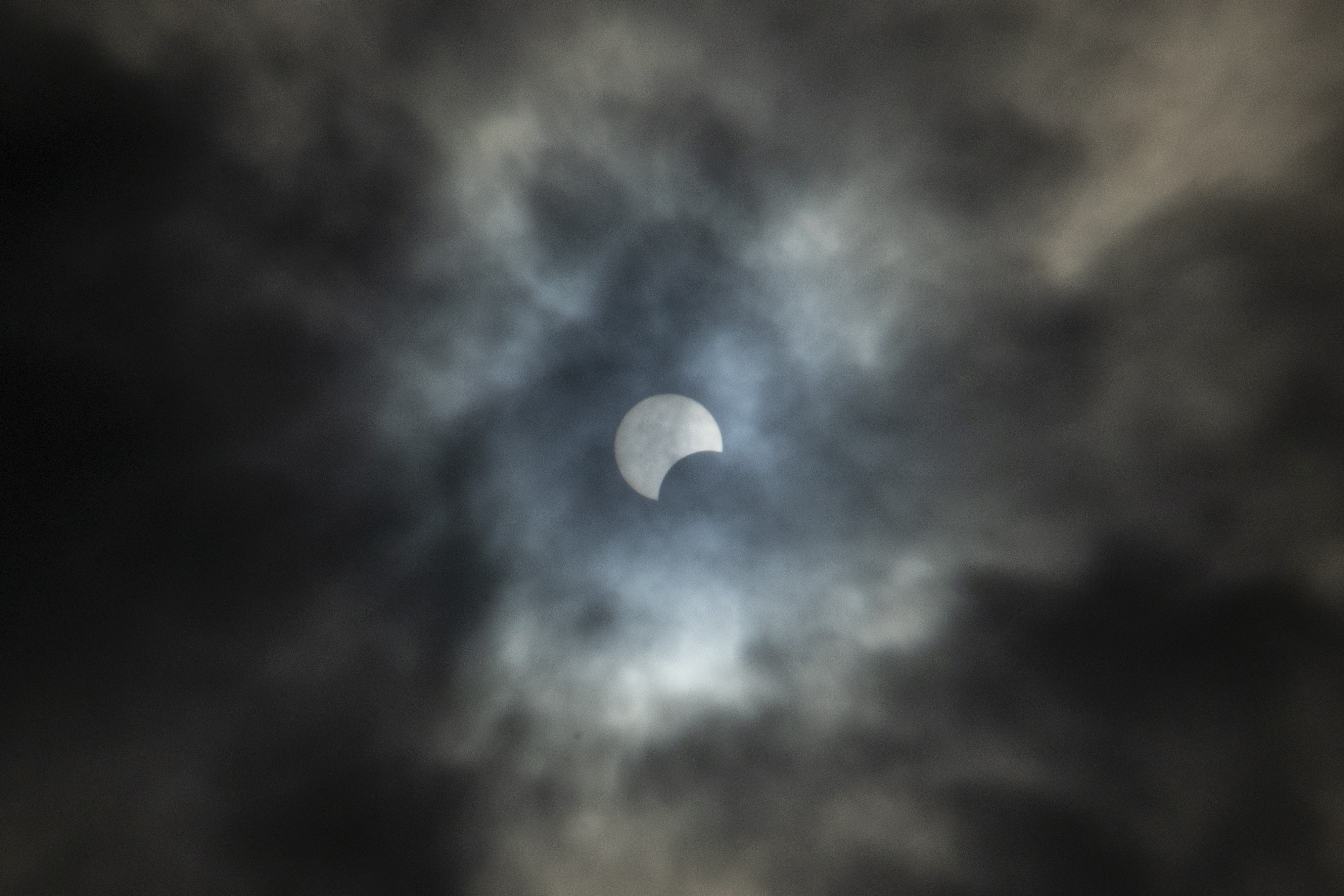
Belleville, Ontario, Canada.
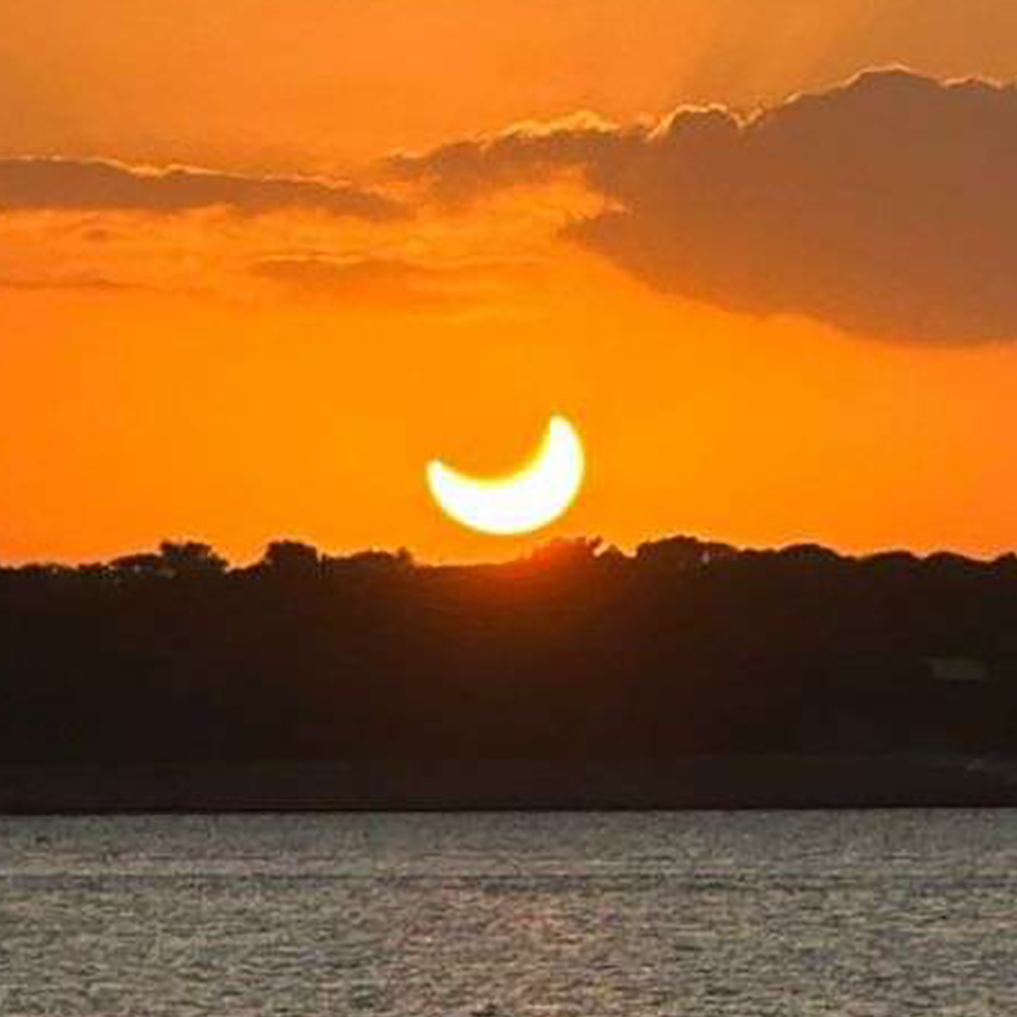
Natal, Rio Grande do Norte, Brésil.
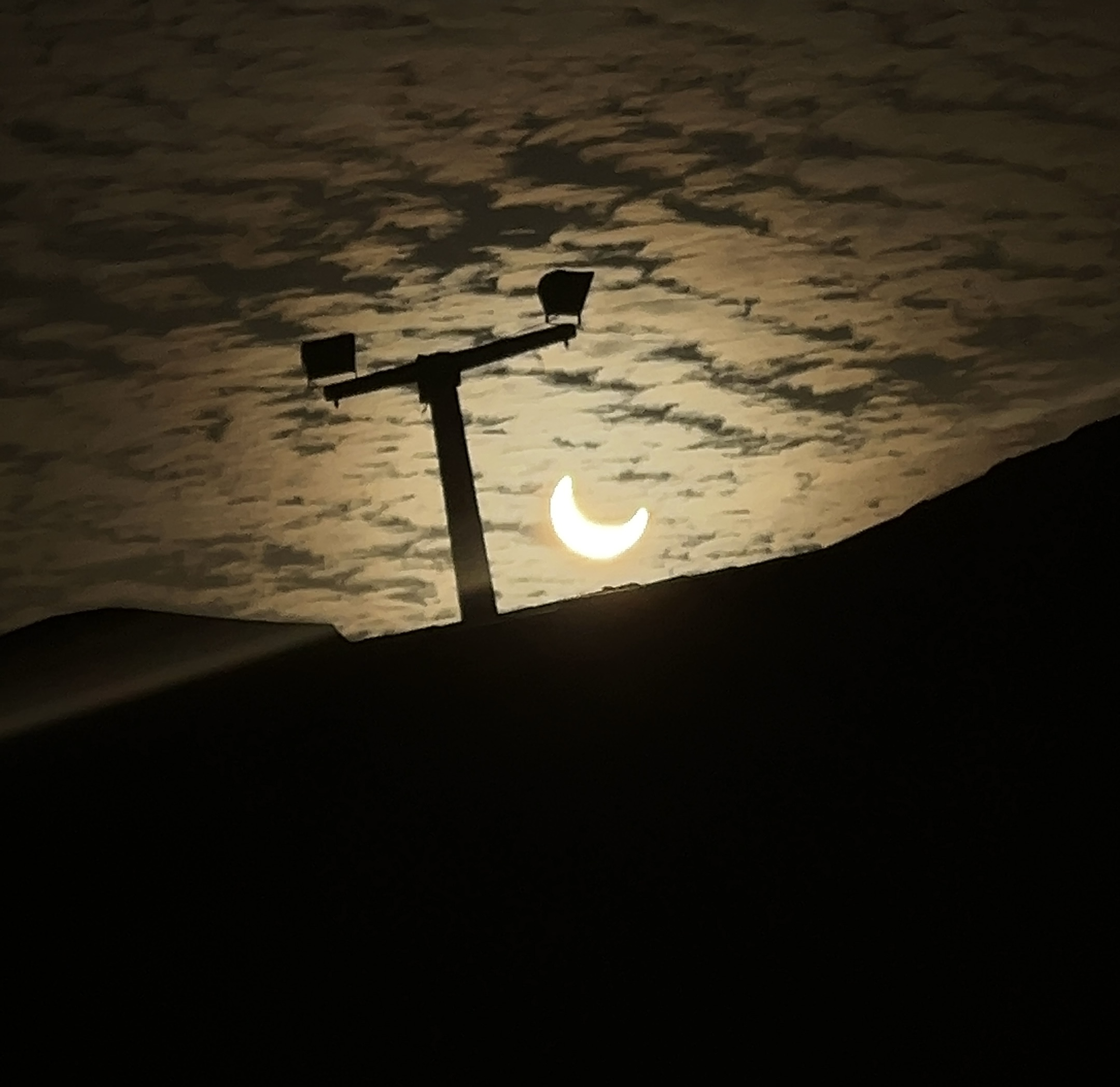
Pedra Mole, Sergipe, Brésil.

### Projections

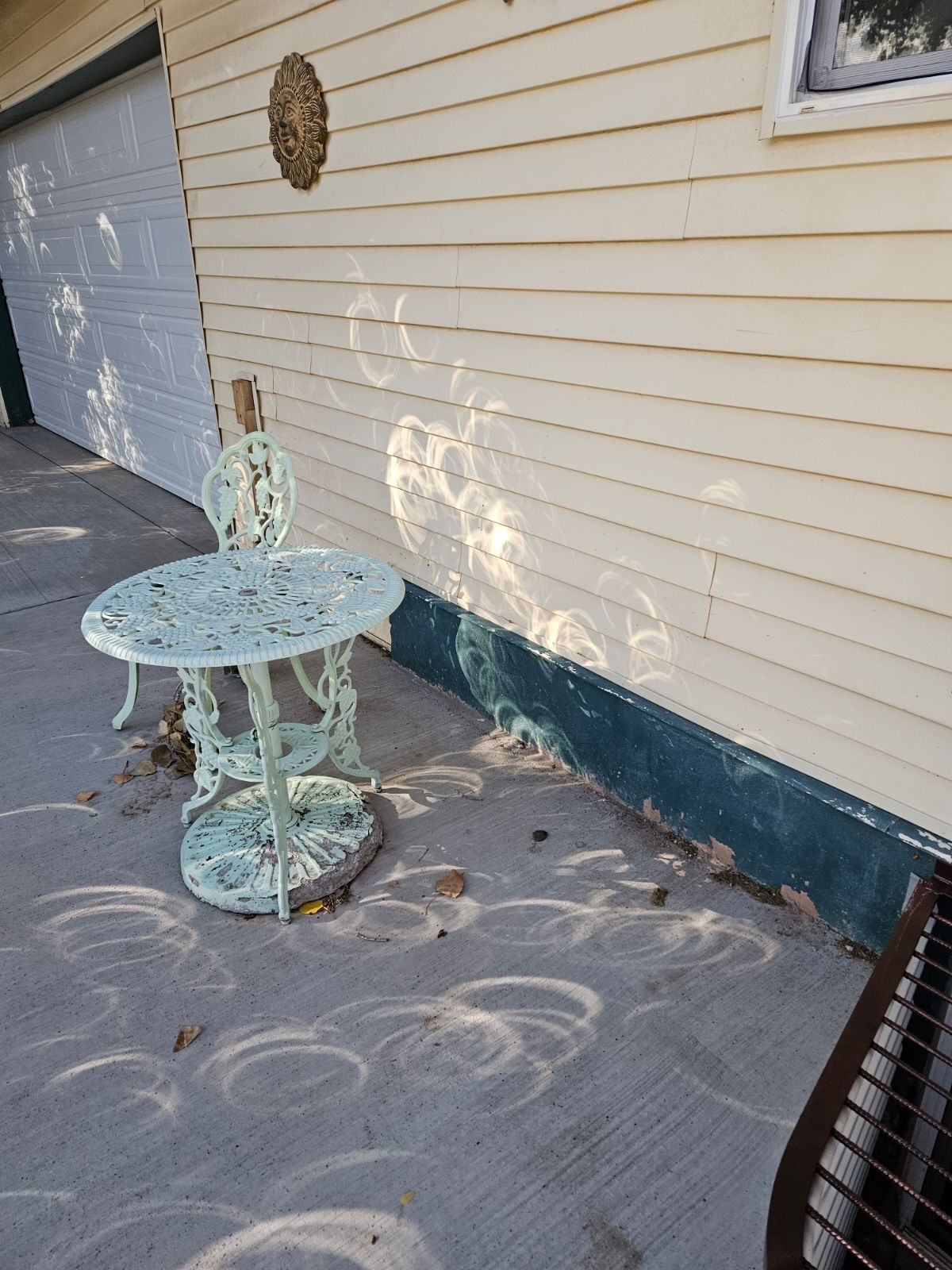
Salina, Utah, États-Unis.